# Elatério

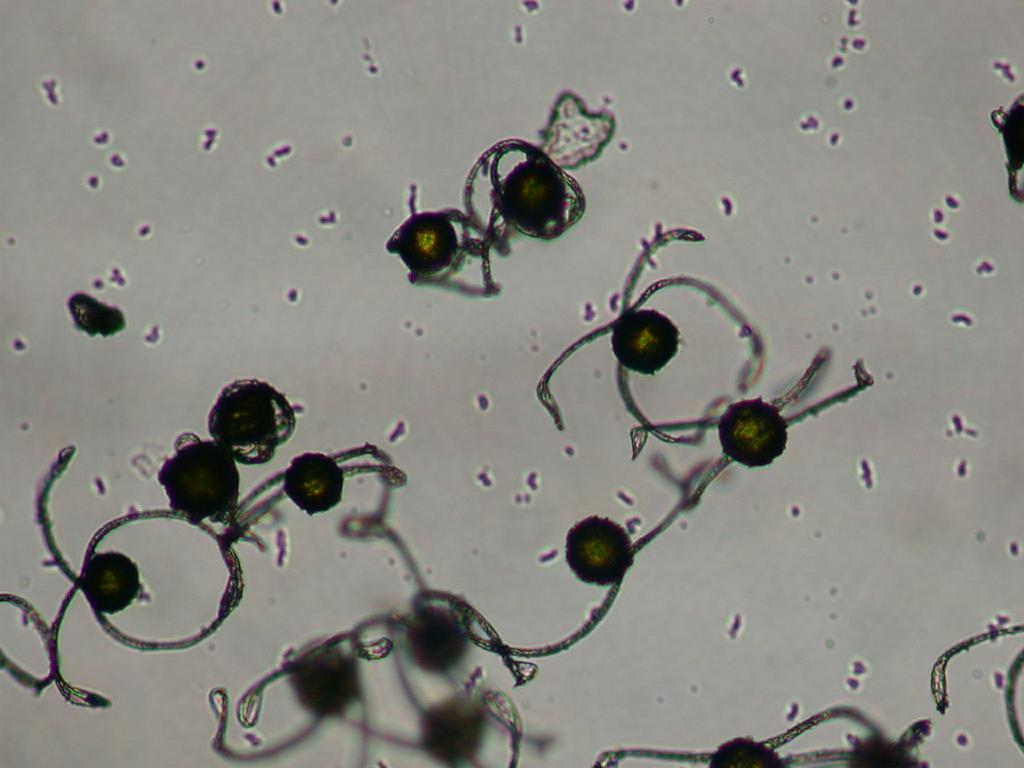
Elatérios de Equisetum arvense.

Elatério é um termo usado em botânica, com vários significados. A palavra deriva do grego elatérion, pelo latim elateriu. São estruturas parecidas com o formato do DNA, encontradas no interior dos esporângios, auxiliam na dispersão dos esporos amadurecidos, arremessando-os à distância.

## Fruto

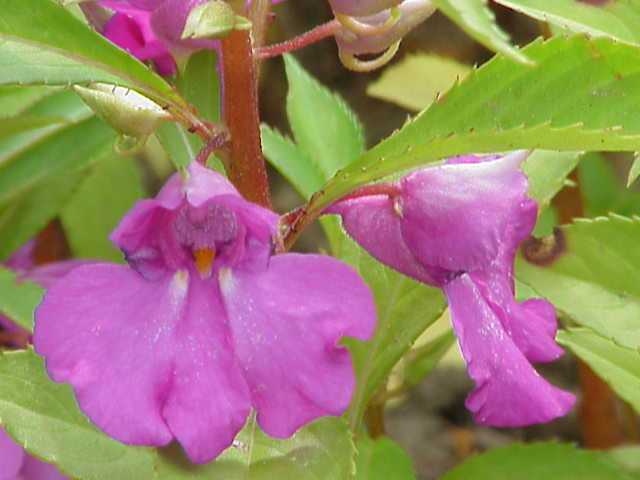
Impatiens balsamina (beijo-de-frade).

Elatério é como se chama o fruto capaz de expelir violentamente suas sementes, como forma de obrigar sua dispersão no meio, tal como ocorrem com as cápsulas do beijo-de-frade (popularmente ainda nominada de maria-sem-vergonha ou não-me-toques).

## Célula fúngica
Chama-se elatério à célula alongada que apresenta espessamento de parede higróspico(que absorve umidade), arranjado em hélice, que estão presente no esporângio maduro de cogumelos e alguns tipos de Hepáticas, tendo a finalidade de lançar o esporo ao longe da planta mãe. Um exemplo é a Equisetum arvense.

## Espécie vegetal

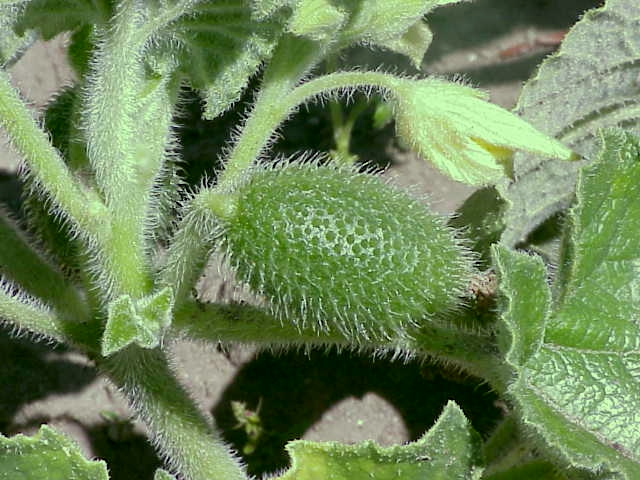
Pepino-do-diabo (Ecballium elaterium).

É chamado elatério o pepino-do-diabo (Ecballium elaterium).

### Sub-produto
O pó produzido do pepino-do-diabo, usado na Medicina por suas propriedades purgantes, também é chamado de elatério.